# Marc Rochat
Pour les articles homonymes, voir Rochat.
Marc Rochat, né le 18 décembre 1992 à Lausanne, est un skieur alpin italo-suisse. Sa discipline de prédilection est le slalom.
Il est 3ème du classement général et 2ème de celui du slalom (grâce notamment à 3 victoires) lors de la saison 2018 de la Coupe d'Europe.

## Biographie
Né à Lausanne, dans le canton de Vaud, le 18 décembre 1992, Marc Rochat découvre le ski sur les pistes de Crans-Montana dès l’âge de deux ans, avant de participer à des compétitions dès l’âge de six ans.
Marc Rochat commence sa carrière dans des courses FIS lors de la saison 2007-2008, mais est freiné par de nombreuses blessures.
Il est promu en Coupe d'Europe en janvier 2012. Une sérieuse blessure l’éloigne à nouveau du circuit durant deux ans, durant lesquelles il passe sa maturité. Malgré l’avis des médecins, il reprend la compétition dès la saison 2014-2015 et malgré une saison difficile sur le plan physique, est promu dans les cadres B de Swiss-ski. Il monte sur son premier podium de Coupe d'Europe en janvier 2017 et gagne sa première course en décembre 2017.
Il fait son apparition en Coupe du monde en décembre 2015 à Val d'Isère, avant de marquer des points dès sa deuxième course à Santa Caterina avec une 27e place au slalom. Durant la saison 2017-2018, il rentre plusieurs fois les points en slalom, terminant notamment sixième à Kranjska Gora.
Il passe très près de remplir les critères de sélection pour les JO de Pékin quand il prend la 8ème place du slalom de Kitzbühel en janvier 2022, après avoir réussi le 5ème temps en première manche,.

## Palmarès

### Championnats du monde
| Épreuve / Édition                  | Slalom | Slalom géant | Combiné par équipes |
| Mondiaux 2025 Saalbach-Hinterglemm |        |              | Bronze              |

### Coupe du monde
- Première course : 13 décembre 2015, slalom de Val d'Isère, DNF1
- Premier top30 : 6 janvier 2016, slalom de Santa Caterina, 27ème
- Premier top10 : 4 mars 2018, slalom de Kranjska Gora, 6ème
- Meilleur classement général : 34e en 2024[Note 1].
- Meilleur résultat[Note 1] : 4e.

| Saison/Classement | Général | Général | Slalom | Slalom |
| Saison/Classement | Class.  | Points  | Class. | Points |
| ----------------- | ------- | ------- | ------ | ------ |
| 2015-2016         | 153e    | 4       | 57e    | 4      |
| 2016-2017         | 126e    | 14      | 48e    | 14     |
| 2017-2018         | 85e     | 52      | 28e    | 52     |
| 2018-2019         | 147e    | 5       | 55e    | 5      |
| 2019-2020         | 112e    | 32      | 41e    | 32     |
| 2020-2021         | 88e     | 52      | 30e    | 70     |
| 2021-2022         | 82e     | 70      | 30e    | 70     |
| 2022-2023         | 52e     | 150     | 20e    | 150    |
| 2023-2024         | 34e     | 258     | 9e     | 258    |

### Coupe d'Europe
- Première course : 18 janvier 2012, géant de Lenzerheide, DNQ
- Premier top30 : 27 janvier 2013, slalom d'Arber-Zwiesel, 15ème
- Premier top10 : 16 janvier 2016, slalom de Zell am See, 5ème
- Premier podium : 12 février 2017, slalom de Zakopane, 2ème
- Première victoire : 6 décembre 2017, slalom de Fjätervålen
- Meilleur classement général : 3e en 2017-2018
- Meilleur classement en slalom : 2ème en 2017-2018
- 12 podiums dont 3 victoires[Note 1].

| Saison/Classement | Général | Général | Slalom géant | Slalom géant | Slalom | Slalom |
| Saison/Classement | Class.  | Points  | Class.       | Points       | Class. | Points |
| ----------------- | ------- | ------- | ------------ | ------------ | ------ | ------ |
| 2012-2013         | 173e    | 16      | -            | -            | 70e    | 16     |
| 2014-2015         | 185e    | 9       | -            | -            | 81e    | 9      |
| 2015-2016         | 43e     | 194     | -            | -            | 10e    | 194    |
| 2016-2017         | 33e     | 249     | -            | -            | 7e     | 249    |
| 2017-2018         | 3e      | 624     | 33e          | 64           | 2e     | 560    |
| 2018-2019         | 86e     | 82      | 45e          | 29           | 35e    | 53     |
| 2019-2020         | 19e     | 284     | 50e          | 20           | 4e     | 264    |
| 2020-2021         | 28e     | 237     | -            | -            | 3e     | 237    |
| 2021-2022         | 108e    | 62      | -            | -            | 33e    | 62     |

| Saison / Épreuve | Slalom                         | Total |
| ---------------- | ------------------------------ | ----- |
| 2017-2018        | Fjätervålen Jaun Berchtesgaden | 3     |
| Total            | 3                              | 3     |

### Championnats de Suisse
Vice-champion de slalom 2018
 Troisième du slalom 2017
 Troisième du slalom 2021